# Joseph Mullendore
Joseph Mullendore est un compositeur américain né le 21 octobre 1914 à Philadelphie, Pennsylvanie (États-Unis), décédé le 19 juin 1990 à Pasadena (États-Unis).

## Filmographie
- 1953 : Wicked Woman
- 1955 : New York confidentiel (New York Confidential) de Russell Rouse
- 1955 : The Adventures of Champion (en) (série télévisée)
- 1957 : M Squad (série télévisée)
- 1960 : The Westerner (en) (série télévisée)
- 1962 : McKeever & the Colonel (série télévisée)
- 1963 : L'Homme à la Rolls (Burke's Law) (série télévisée)
- 1964 : Daniel Boone (Daniel Boone) (série télévisée)
- 1965 : Perdus dans l'espace (Lost in Space) (série télévisée)
- 1965 : La Grande Vallée (The Big Valley) (série télévisée)
- 1966 : Au cœur du temps (The Time Tunnel) (série télévisée)
- 1966 : OSS contre Gestapo (en) (I Deal in Danger)
- 1967 : Le Dernier Bastion
- 1967 : Mannix (Mannix) (série télévisée)
- 1968 : Au pays des géants (Land of the Giants) (série télévisée)